# Cantonul Blagnac
Cantonul Blagnac este un canton din arondismentul Toulouse, departamentul Haute-Garonne, regiunea Midi-Pyrénées, Franța.

## Comune
- Beauzelle
- Blagnac (reședință)
- Cornebarrieu
- Mondonville